# Manambolo (Straße von Mosambik)
Der Manambolo ist ein Fluss im zentralen Westen Madagaskars.

## Verlauf

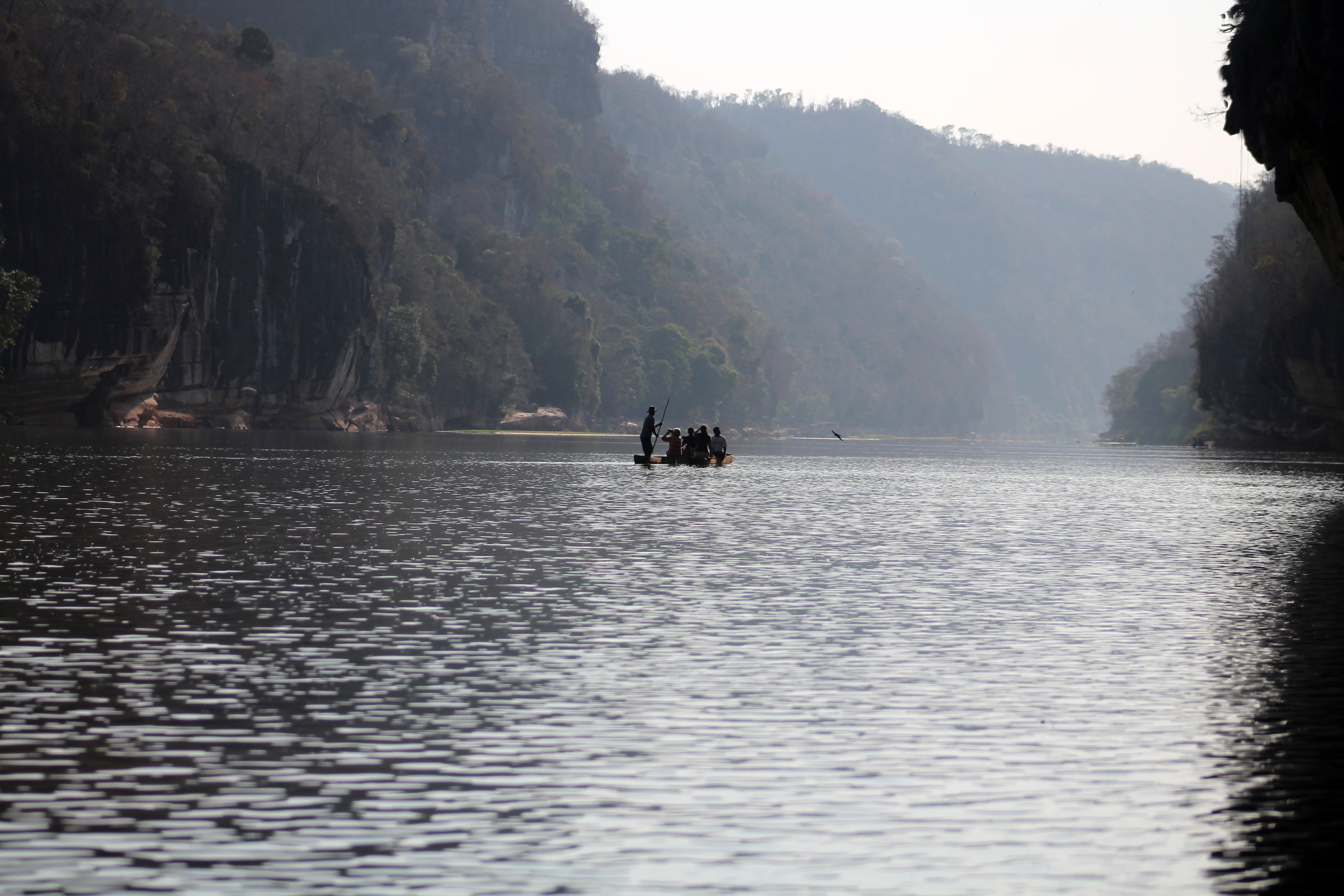

Der Fluss hat seine Quellen in der Ankaroka-Kette auf einer Höhe von 1250 m, etwa 25 km nordöstlich von Tsiroanomandidy in der Region Bongolava. Er fließt die ersten gut 100 km sehr geradlinig in westliche Richtung. Bei der Mündung seines größten Nebenflusses, des Manambolomaty, knickt er nach Süden ab. Nach weiteren etwa 50 km schwenkt er wieder gen Westen. Der Manambolo hat ein 50 km breites, tief in das Land hineinreichendes Delta. Er mündet nach 370 km in die Straße von Mosambik.

## Landschaft

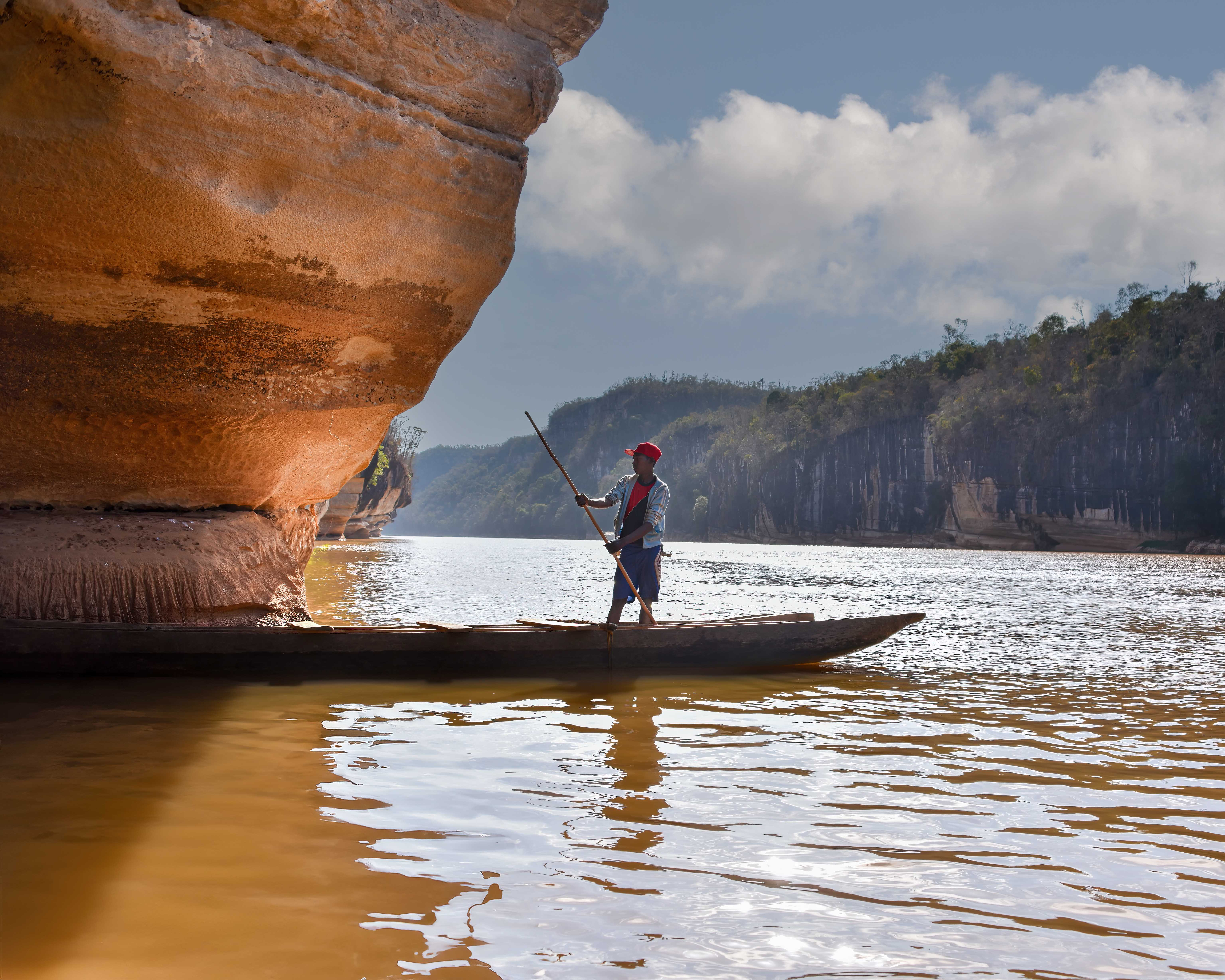
Felslandschaft

Der Manambolo hat eine gewisse Bekanntheit durch den Nationalpark Tsingy de Bemaraha mit seinen ungewöhnlichen Felsformationen, den Tsingys, den er durchfließt.